# Lily Brooks O’Briant

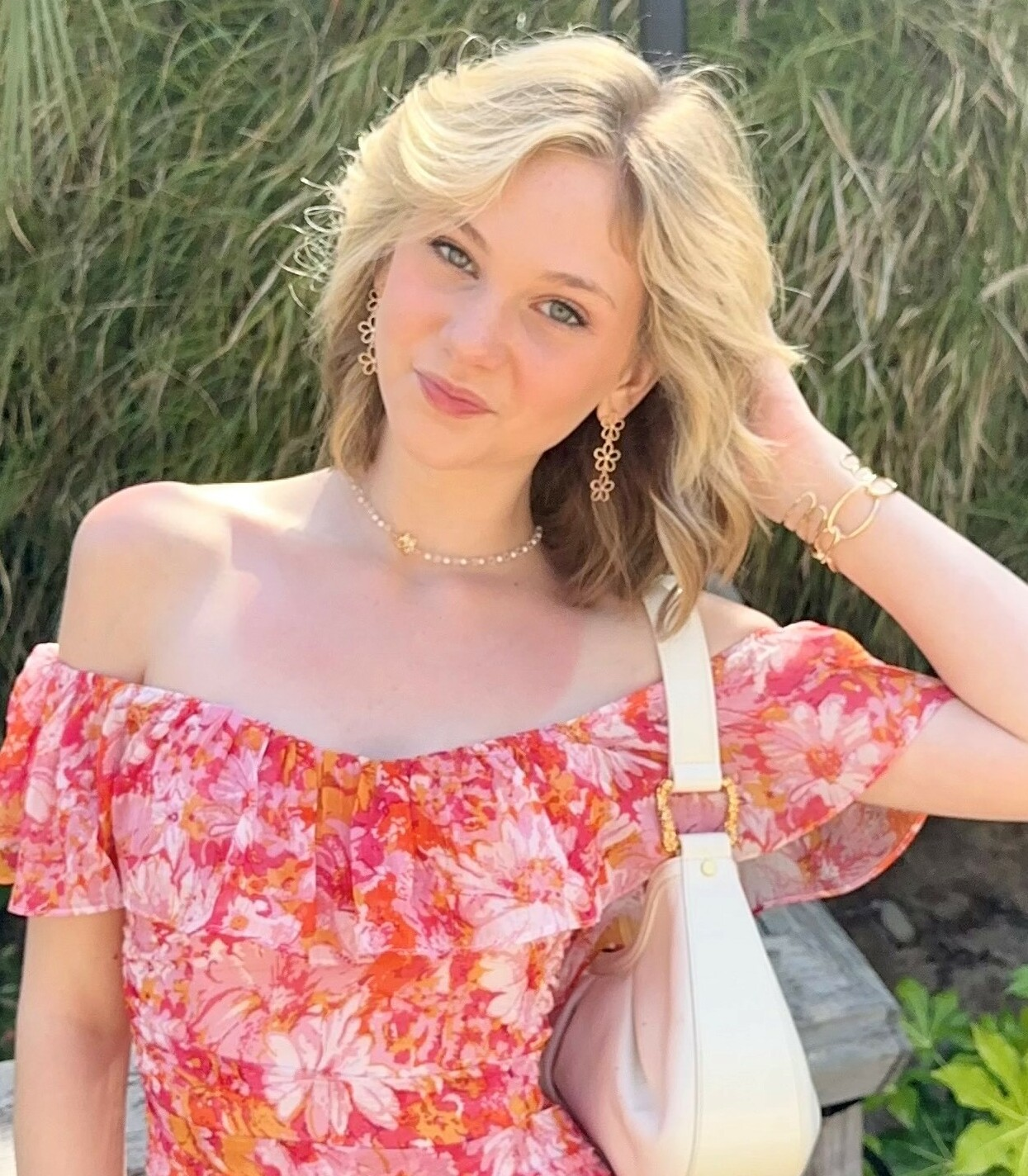
Lily Brooks O’Briant (2023)

Lily Brooks O’Briant (* 10. Juli 2006 in Memphis, Shelby County, Tennessee) ist eine US-amerikanische Schauspielerin.

## Leben
O’Briant ist die Tochter von Hope und Allen O’Briant. Ab ihrem vierten Lebensjahr übernahm sie erste Rollen auf Theaterbühnen. Sie debütierte 2015 als Filmschauspielerin in einer Episode der Fernsehserie Unnerving. Im selben Jahr spielte sie in Shark Lake die Filmtochter von Dolph Lundgren. In den nächsten Jahren folgten überwiegend Besetzungen in verschiedenen Kurzfilmen. Seit 2020 verkörpert sie als Mandy Wight die Rolle der Filmtochter von Big Show in der Fernsehserie The Big Show Show.

## Filmografie (Auswahl)
- 2015: Unnerving (Fernsehserie, Episode 1x02)
- 2015: Shark Lake
- 2016: Restoration
- 2016: Bare Knuckle (Kurzfilm)
- 2016: Broadway Kids Against Bullying: I Have a Voice (Kurzfilm)
- 2017: Evil – Gesichter des Bösen (Evil Lives Here, Fernsehserie, Episode 2x09)
- 2017: One-Handed (Kurzfilm)
- 2017: Crash & Burn (Fernsehfilm)
- 2018: Pickings
- 2018: The Escape (Kurzfilm)
- 2018: Now You Know (Kurzfilm)
- 2018: Marina (Kurzfilm)
- 2018: Sisters (Kurzfilm)
- 2018: Daddy and Papa (Kurzfilm)
- 2018: Black Sky (Kurzfilm)
- 2018: Presentation (Kurzfilm)
- 2018: Make a Wish (Kurzfilm)
- 2018: For Bibi (Kurzfilm)
- 2019: Bounce (Fernsehserie)
- 2019: The Tick (Fernsehserie, Episode 2x02)
- 2020: Etude (Kurzfilm)
- 2020: Das große Comedy-Crossover (Game On! A Comedy Crossover Event, Fernsehserie, Episode 1x01)
- 2020: The Big Show Show (Fernsehserie, 9 Episoden)
- 2020: Christmas with Arwen (Fernsehserie, Episode 1x18)
- 2022: The Line (Fernsehfilm)
- 2022: Life by Ella (Fernsehserie, 10 Episoden)
- seit 2023: Schatten der Leidenschaft (The Young and the Restless) (Fernsehserie)

### Fernsehauftritte
- 2017: The Late Show with Stephen Colbert (Late-Night-Show, Episode 2x131)
- 2020: Rocking for Relief (Fernsehspezial)
- 2020–2021: The Early Night Show with Joshua Turchin (Late-Night-Show, 4 Episoden)
- 2021: Young Entertainer Awards (Fernsehspezial)
- 2022: Paltrocast with Darren Paltrowitz (Fernsehserie, Episode 8x05)
- 2022: Made in Hollywood (Fernsehserie, Episode 18x02)
- 2023: Teens Wanna Know (Fernsehdokuserie, Episode 13x05)